# 威斯敏斯特长老会教堂 (明尼阿波利斯)
威斯敏斯特长老会教堂（英語：Westminster Presbyterian Church）是美国明尼阿波利斯市中心的一座长老会教堂。1857年，8位苏格兰人、爱尔兰人和威尔士人成立教会，1860年在第四街建立教堂。由于信徒迅速增长，1883年在第七街新建一座较大的教堂。12年后教堂毁于火灾，于是在第十二街兴建了目前的教堂，1897年献堂。

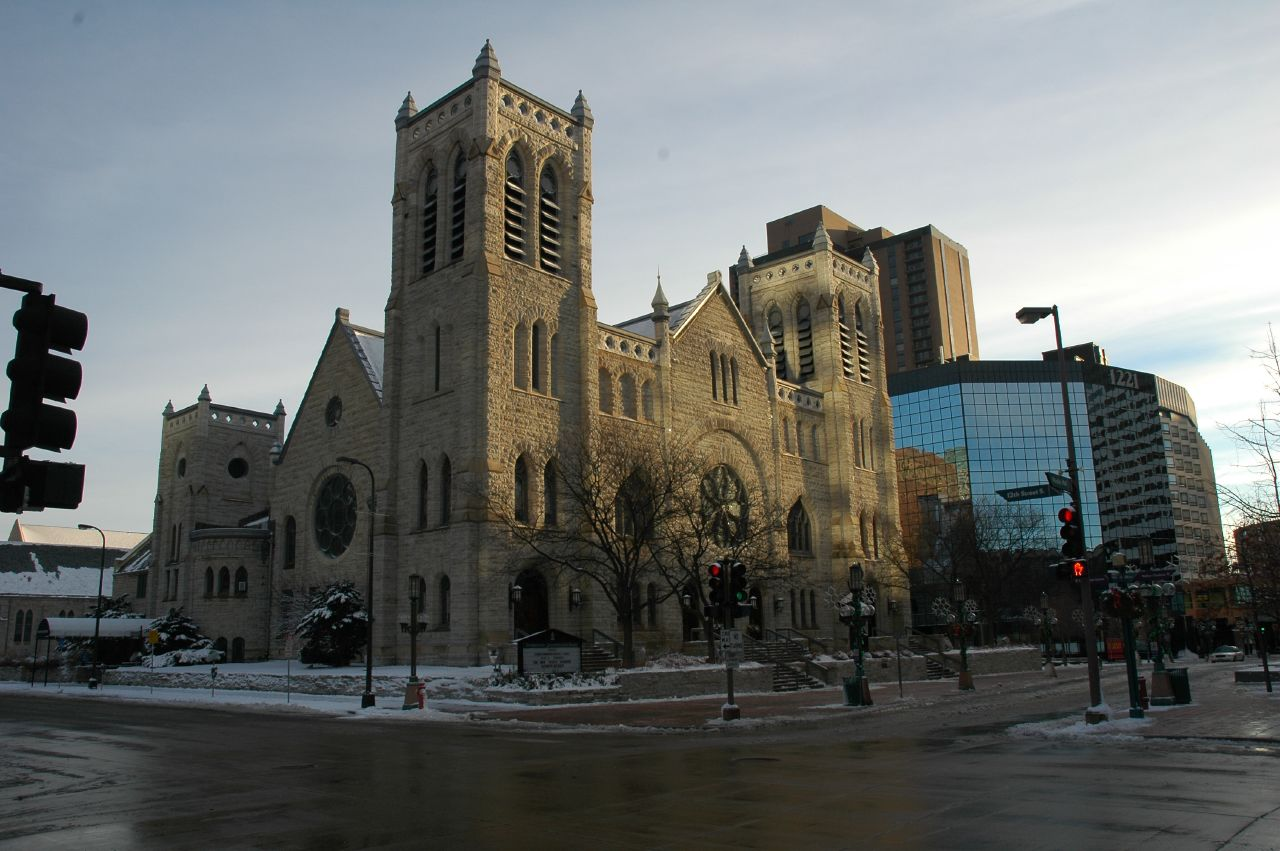

1998年，该堂被列入国家史迹名录。